# Bermond III d'Uzès
Bermond III d'Uzès (v. 1250-v. 1318) est un co-seigneur d'Uzès et d'Aimargues de la fin du XIIIe siècle et du début du siècle suivant.

## Biographie

### Origines
Bermond ou Bermon est le fils du co-seigneur d'Uzès, Decan II, et d'Ermengarde Pelet. Il a pour frères et s, Philippa, épouse de Sicard, fils du vicomte de Lautrec ; Décane, épouse d'Isnard, seigneur d'Olières ; Robert (v. 1263-1296), prédicateur et frère dominicain et Boniface, chanoine d'Avignon. 
Il épouse, vers 1270, en premières noces Alix, puis Ermengarde/Ermesinde [d'Albaron ?]. 

### Seigneur d'Uzès
Par un acte du 7 mars 1290, Bermond III échange, avec le roi de France Philippe le Bel, les salines de Peccais, qui constituaient une gène pour le port Aigues-Mortes, contre des biens proches d'Uzès, avec la juridiction, dont notamment la seigneurie de Remoulins (Histoire générale de Languedoc, tome X).
Il rend hommage, en mai 1290, à l'évêque d'Uzès pour ses possessions dans le diocèse « Dions, Saint-Quintin, Pougnadouresse, Bouquet, Bruiz, Saint-Maximin, Saint-Privat, la vallée de Saint-Estienne, Valabrègue, Jonquières, Gevolon (ou Genola), Tavelz, Saint-Emeteri » et la cité d'Uzès et fait un serment de fidélité (plusieurs actes du Chartrier d'Uzès, dont Cotté no LII). Toutefois, Elzière (1999) ajoute qu'au mois de mai suivant, Bermond dédit sa reconnaissance et son hommage dans la maison épiscopale, probablement en présence d'hommes du roi de France, considérant qu'il relève exclusivement de la juridiction du roi de France. Dans ces actes, il est mentionné comme seigneur d'Eymargues (Aimargues).
Bermond III est l'un des seigneurs du Languedoc qui donnent procuration à Guillaume de Nogaret pour les représenter, en mai 1308, aux États généraux de Tours et délibérer sur l'arrestation et le sort des Templiers.

### Testament et succession
Bermond teste le 23 mai 1309,. Albiousse (1887) indiquait que « Ce testament contient l'explication et la date de la pose d'une pierre tumulaire placée autrefois dans l'église de Psalmodi, mentionnant divers personnages de la famille ». Tout comme son père, il demande à être enseveli dans le couvent des Frères mineurs d'Uzès,.
Bermond semble mourir vers 1318. Il a pour successeur son fils Robert Ier.

## Famille
Bermond épouse en premières noces Alix, puis Ermengarde/Ermesinde [d'Albaron ?]. Dont sont issus : 
- Robert, qui lui succède et deviendra le 1er vicomte d'Uzès.
- Dalmatie/Dalmasse, qui épouse Guiraud Adhémar de Monteil, seigneur de Grignan et d'Aps, veuf.
- Décane, qui épouse un autre Guiraud Adhémar de Monteil, fils du précédent et héritier des seigneuries de Grignan et d'Aps.

Albiousse (1887) ajoutait
- Décan/Degan/Doyen, abbé de Saint-Pierre de Sauve (avt. 1324), abbé de Saint-Guilhem-du-Désert (1324-1347)[6].
- Bermond, religieux.
- Pons, prieur de Notre-Dame (Narbonne).
- Raymond, qui épouse Raymonde, fille de Raynond d'Avignon.
- Esmengarde/Ermengarde (?), qui épouse en premières noces Guillaume de Châteauneuf-Randon, seigneur de Luc et de Portes, puis Aymeric de Besiac, seigneur de Montbazet. 
Père Anselme (Histoire généalogique et chronologique, tome III, p. 810) la mentionne « Ermengarde d'Uzez, fille de Bermond vicomte d'Uzez », comme seconde épouse de Guillaume IV, seigneur en partie de Châteauneuf et de Randon, mais sans apporter de preuves.
- Annette.

## Sceaux
Plusieurs sceaux de Bermond ont été conservés :
- une bulle de plomb, datée de 1292, marqué Bermond, seigneur d'Uzès, avec sur l'avers une cité muraillée ou un castrum, probablement d'Uzès, avec une seule tour[1].
- moulage d'un sceau de cire, daté de 1308, marqué Bremundi, domini Armasanicarum, avec sur l'avers une cité muraillée ou un castrum avec trois tours, probablement d'Uzès, associée à une fleur de lys (royale ?) et d'un lion (épiscopal ?)[7] (base Sigilla)[8].